# Damernas singelsculler i rodd vid olympiska sommarspelen 1988
Damernas singelsculler i rodd vid olympiska sommarspelen 1988 avgjordes mellan den 20 och 25 september 1988.

## Medaljörer
| Gren          | Guld                 | Silver            | Brons                     |
| Singelsculler | Jutta Behrendt (GDR) | Anne Marden (USA) | Magdalena Georgieva (BUL) |

## Resultat

### Final
| Placering | Roddare                  | Land          | Tid     |
| --------- | ------------------------ | ------------- | ------- |
| 1         | Jutta Behrendt           | Östtyskland   | 7:47,19 |
| 2         | Anne Marden              | USA           | 7:50,28 |
| 3         | Magdalena Georgieva      | Bulgarien     | 7:53,65 |
| 4         | Harriet van Ettekoven    | Nederländerna | 7:57,29 |
| 5         | Marioara Popescu-Ciobanu | Rumänien      | 7:59,44 |
| 6         | Inger Pors Olsen         | Danmark       | 7:59,77 |